# کنگاللا پاهالاگامدا
کنگاللا پاهالاگامدا (به لاتین: Kengalla Pahalagammedda) یک منطقهٔ مسکونی در سری‌لانکا است که در استان مرکزی (سری‌لانکا) واقع شده‌است.